# 奇里亚
奇里亚（Chiria），是印度贾坎德邦Pashchimi Singhbhum县的一个城镇。总人口3949（2001年）。

## 人口
该地2001年总人口3949人，其中男性2029人，女性1920人；0—6岁人口595人，其中男309人，女286人；识字率57.28%，其中男性为68.46%，女性为45.47%。